# Бранко Крга
Бранко Крга (Дарувар, 18. фебруар 1945) је пензионисани генерал, војни аташе у Москви и Начелник Генералштаба Војске Југославије и Војске Србије и Црне Горе од 2002. до 2005. године.

## Биографија
Бранко Крга је рођен у Дарувару 18. фебруара 1945. године. Завршио је гимназију и Филозофски факултет у цивилству, док је од војних школа завршио Војну академију Копнене војске 1967. године.
Обављао је значајне командне и штабне дужности у војсци. Поред осталог, био је командант моторизоване бригаде, a највећи део своје каријере провео је у Обавештајној служби. У току војне каријере, после Војне академије, завршио је Високу војно политичку школу 1980. и Школу народне одбране 1986. Био је два пута у војнодипломатској служби у Прагу и Москви.
После повратка у земљу, постављен је за начелника Обавештајне управе, од 1994. до 1997. године. Од 1997. до 1998. био је саветник министра одбране за политику одбране и међународну војну сарадњу. Јануара 1999. враћен је на место начелника Обавештајне управе, где је остао до 2001. године, када постаје заменик начелника Генералштаба. Јуна 2002. постављен је на место начелника Генералштаба Војске Југославије. На том положају је био до јануара 2005, a пензионисан је фебруара 2005. године.
Чин генерал-мајора добија 1995, генерал-потпуковника 1999. и чин генерал-пуковника 2002. године.
Од 2007. године је професор и заменик директора на Факултету за дипломатију и безбедност (ФДБ), у Београду.